# 三浦葵
三浦 葵（みうら あおい、1990年1月15日 - ）は、日本のファッションモデル、女優。福島県出身。

## 略歴

### 生い立ち
1990年、福島県で生まれる。実妹はタレントの三浦萌。お笑いコンビドランクドラゴンの鈴木拓は、いとこおじにあたる（実母がいとこ）。名前は向日葵からとられており、「太陽に向かって明るく元気に」という思いが込められている。

### 芸能活動
2002年、中学1年生のとき、家族と来ていた原宿の竹下通りで前事務所にスカウトされる。
2002年から雑誌『ラブベリー』の専属モデル「ラブベリーナ」として活動、2005年3月号で小林優美と共に卒業。同年8月号から2014年4月号まで、ファッション誌『Ray』の専属モデルとして活動。
2009年夏、姉妹ユニット「三浦家」として水着グラビア初公開となる写真集とDVDを発売。
2012年秋、レプロエンタテインメントよりパールへ移籍。2014年9月より「ルース」（loose）へ移籍。

## 人物
趣味・特技はバスケットボール（小4から中2まで部活動）。身長は幼稚園の頃から高く、高校1年生で止まった。小さい頃から牛乳や豆乳をよく飲んでいたが、父親が180cm、母親が162cmあり、背が高いのは遺伝だと思っている。

## 作品

### 映像作品
- 三浦家（2009年10月21日、SMD）

## 出演

### 映画
- チェーン 連鎖呪殺（2005年） - 亜佐美 役
- ナイスの森〜The First Contact〜（2006年） - 葵 役
- ガクドリ（2011年4月9日公開、東映ビデオ） - ヒロイン・莉香 役

### テレビドラマ
- 中学生日記 シリーズトモダチ第4回「ココロの穴」（2002年10月27日、NHK）
- 野ブタ。をプロデュース（2005年10月 - 12月、日本テレビ） - 高田由佳 役
- 女子アナ一直線! 第4 - 7話（2007年7月 - 9月、テレビ東京）
- 学校じゃ教えられない!（2008年7月 - 9月、日本テレビ） - 真行寺夏芽 役
- エンゼルバンク〜転職代理人 第7話（2010年3月4日、テレビ朝日） - 石井の恋人 役
- サキ 第8話（2013年2月26日、関西テレビ） - 前沢梨沙 役
- ダブルス〜二人の刑事（2013年4月 - 6月、テレビ朝日） - 和田典子 役
- 医龍-Team Medical Dragon-4（2014年1月 - 3月、フジテレビ） - 山下紗枝 役
- 土曜ワイド劇場広域警察5（2014年10月25日、テレビ朝日） - 高村美咲 役
- 恋仲 最終話（2015年9月14日、フジテレビ） - ウェディングプランナー役[6]

### バラエティー
- めざましテレビ（2007年4月 - 2008年3月、フジテレビ） - 「MOTTOいまドキ!」レポーター
- 踊る!さんま御殿!!（2007年9月4日、日本テレビ）
- アドレな!ガレッジ（2007年9月18日、テレビ朝日）
- ロンQ!ハイランド（2008年7月6日、日本テレビ）
- TOKYOガールズトーク（2008年12月1日、フジテレビ）
- レコ☆HITS!（2009年1月 - 2009年7月、日本テレビ） - レギュラー
- 地球調査船アメディゾン（2009年1月21日、テレビ東京） - 三浦家として出演
- チュー'sDAYコミックス 侍チュート!（2009年11月10日、毎日放送） - 三浦家
- 女神サーチ（2009年4月 - 2010年3月、TBS） - レギュラー
- ワッチミー!TV×TV（2009年9月20日・27日、BSフジ） - 三浦家
- アリケン（2009年9月26日、テレビ東京） - 三浦家
- 笑っていいとも!（2010年3月4日、フジテレビ） - 「人間観察刷新会議 ビミョー仕分け」のコーナー
- ダウンタウンDX（2010年5月27日、読売テレビ）
- RE-SIGHT（2010年7月、BS朝日）
- ハケンOLは見た!（2010年10月12日・2011年1月24日、テレビ東京） - ゲスト
- 東京上級デート #36「西日暮里」（2012年12月12日、テレビ朝日）

### Web
- Six Days（2008年8月16日 - 9月30日、魔法のiらんどTV携帯ドラマ） - 里村文乃 役・姉妹共演
- ミュードラ「春のまぼろし」（2010年2月3日 - 、iTunes、フジテレビ On Demand）

### 舞台
- 第4回東京パフォーマーズ倶楽部プロデュース公演「マーダーファクトリー」（2010年4月、シアター1010） - コウ 役

### ラジオ
- われらイマドキッ!〜DOKODOKI商品研究所〜（2010年4月 - 10月、MBSラジオ） - レギュラー

### CM
- ワーナーミュージック・ジャパン YA-KYIM「Super☆Looper」（2008年6月）
- メイション スマ婚「ビーチ編」（2010年8月）

### PV
- OUTLAW「ビューティフルライフ!」
- COOLON「KAGEROU」
- スムルース「ロスト イン 宇宙」
- ゆずおだ「クリスマスの約束」

### ショー
- 花井幸子着物ショー
- 東京コレクション SHOW ROOM UNDER
- 東京ガールズコレクション
- 神戸コレクション

## 書籍

### 写真集
- 三浦家（2009年9月24日、学研） ISBN 978-4054042681[7]

### 雑誌
- ラブベリー（2002年 - 2005年） - ラブベリーナ
- Ray（2005年 - 2014年） - 専属モデル
- ピュアピュア
- SEVENTEEN
- Zipper
- non-no
- CUTiE
- Pretty Style
- 装苑
- JJ
- 美的
- VoCE
- FRaU
- MAQUIA

ほか多数